# Wenzel Josef Heller
Wenzel Josef Heller (* 1849 in Dobroměřice, Kaisertum Österreich; † 3. Februar 1914) war ein böhmischer Komponist, Kirchenmusiker, Chorleiter und Militärkapellmeister.

## Leben
Heller studierte in Leipzig Musik und wurde 1873 Organist und Chorregens der katholischen Pfarrkirche in Hermannstadt. Sein Bruder Franz Heller löste ihn in dieser Funktion 1875 ab. 1884–85 war er als Vorgänger von George Dima Leiter der Hermannstädter Männergesangsvereins. 1885 kam er als Militärkapellmeister des 29. Infanterieregiments „Loudon“ an Temeswar. Bereits im ersten Jahr führte er hier die Ouvertüre von Richard Wagners Tannhäuser auf, dessen Werke fortan auf dem Programm fast jeden Konzertes seiner Militärkapelle standen. Mit seiner Militärkapelle und einem Gesangsverein führte Heller 1890 Auszüge aus seiner eigenen Operette Die Verlobung am Bullea-See am Franz-Joseph-Theater in Temeswar auf.
Heller wurde u. a. mit dem Goldenen Verdienstkreuz, der Jubiläumserinnerungsmedaille, dem Ehrenkreuz Pro Ecclesia et Pontifice und dem Herzoglich Sachsen-Ernestinischer Hausorden ausgezeichnet. Der Komponist und Opernintendant Géza Zichy zollte ihm bei einem Besuch anlässlich des Ungarischen Landessängerfestes in Temeswar 1903 seine Anerkennung.

## Werke
- Potpourri für Blas-Instrumente, 1885
- Die Verlobung am Bullea-See, oder, Also doch, romantisch-komische Oper in einem Akt mit einem Vorspiel
- Hymne für Solo, Chor und Orchester (Text: Carl Orendi), 1891
- Festhymne, 1901
- Violinsonate
- Ich hab dich lieb, Sololied
- Graduale und Offertorium für Alto, Violine und Orgel
- Ecce Sacerdos Magnus